# Stevertse Watermolen
De Stevertse Watermolen is een onderslag watermolen op de Run, die gelegen was in de buurtschap Stevert, die behoort tot Steensel. De molen ligt aan de brug over de Run, waarover de weg van Steensel naar Riethoven en Walik loopt. De Stevertse watermolen was een korenmolen.
De oudste vermelding van de molen is uit 1340, maar deze stond vermoedelijk enkele honderden meter van de huidige locatie verwijderd. In 1340, 1424 en 1425 komt de naam Nedermolen voor. Het is mogelijk dat hiermee de windmolen die al voor het jaar 1303 tussen Eersel en Steensel stond bedoeld wordt, maar ook mogelijk is dat de watermolen zo genoemd werd. De huidige openbare weg 'Nedermolen' ligt direct ten noorden van de Stevert. De huidige molen zou omstreeks 1400 zijn gebouwd. Sinds die tijd werd ze regelmatig vermeld. Rutgher van Erpe kocht in 1439 de twee molens op 'Steenvoort' van Peter Jan Leyten van Beerse. Hij verkocht de molen in 1479 aan Jan van Bruheze en zijn broer Willem van Bruheze.
In 1702 werd de molen door Spaanse en Franse troepen verwoest tijdens de Spaanse Successieoorlog. Ze werd echter weer opgebouwd en in 1743 werd er een renovatie uitgevoerd. In de draagconstructie van de molenstenen is echter de inscriptie: Anno 1745 te vinden.
In de 19e eeuw werd de familie Van Grootel eigenaar. Molenaar Michael van Grootel deserteerde en vluchtte naar België, omdat hij tijdens de Belgische afscheidingsoorlog (1830-1838) niet tegen zijn vrienden wilde vechten. Hij werd molenaar te Schulen op de molen die later in het Openluchtmuseum Bokrijk is terechtgekomen.
In 1868 werd het waterrad van de molen vervangen, en in 1887 werd ook een stoommachine aangeschaft. Hoewel de boeren aanvankelijk wantrouwig stonden tegenover een dergelijke machine, bleek zij van groot nut tijdens de droogte van dat jaar. In 1905 werd de machine door een petroleummotor vervangen, en in 1925 door een gasmotor. In 1928 werd het houten molenhuis door een stenen gebouw vervangen. Ten slotte is bekend dat in 1942 niet meer met waterkracht werd gemalen. Wel was er toen al elektrische aandrijving.
In 1969 werd de Run gekanaliseerd en daarbij enkele tientallen meters verlegd, zodat het rad op het droge kwam te liggen. Voor herstel van de molen was geen geld, en in 1989 werd het molenhuis ingrijpend gewijzigd. Het waterrad en het gaande werk bleven gelukkig gespaard.
Het gaande werk (mechaniek) is een gemeentelijk monument.